# Зелінський Карл Михайлович
Карл Михайлович Зелі́нський (дати народження і смерті невідомі) — український і російський актор XIX століття, один з перших приватних антрепренерів в Україні.

## Біографія
У 1823 році працював у Києві, у трупі Олександра Ленкавського; з другої половини 1820-х років — у Харкові, у трупі Івана Штейна; у 1835—1840 роках — у трупі Людвіга Млотковського.
Впродовж 1840-х—1850-х років з власною російсько-українською трупою, що мала постійну базу в Миколаєві, гастролював у Одесі, Катеринославі, Києві та за межами України в Ставрополі, Владикавказі, П'ятигорську (в цьому місті побудував постійну театральну будівлю). В трупі грав в подальшому відомий трагік Микола Рибаков.

## Творчість
Володів яскравим комедійним даруванням. Зіграв ролі:
- Прудіус — «Козак-віршописець» Олександра Шаховського;
- Виборний, Чупрун — «[Наталка Полтавка]]», «Москаль-чарівник» Івана Котляревського;
- Шельменко — «Шельменко-денщик» Григорія Квітки-Основ'яненка;
- Лев Гурич Синичкін — «Лев Гурич Синиця, або Провінційна дебютантка» Дмитра Ленського.